# عبد القادر الرفاعي
عبد القادر الرفاعي (18 أبريل 1973-)، لاعب كرة قدم سوري سابق والمدرب الحالي لنادي الكرامة الحمصي.

## مسيرته الرياضية
بدأ مشواره الرياضي عام 1982 بفئة الصغار بنادي الكرامة، وتابع مسيرته الكروية بجميع فئات النادي.
ساهم بإحراز بطولة دوري الناشئين موسم 1990/1991 ، كما أحرز مع فريق الشباب بطولة الدوري في موسم 1992/1993، ورفع لفريق الرجال قبل نهاية دوري الشباب مع مجموعة من زملائه البارزين مثل تامر اللوز وحسان عباس .
أحرز مع فريق رجال الكرامة بطولة كأس الجمهورية عام 1995 و1996 و2007و2008، كما حصل على بطولة دوري الرجال مع الكرامة في مواسم1995/ 1996 و 2005/2006و2006ـ2007و2007/2008
ساهم باحراز بطولة دوري الأقوياء مع الكرامة موسم 1994ـ1995 ونال أيضا مع الكرامة بطولة كأس السوبر مرتين ،ونال لقب وصيف بطل دوري أبطال آسيا عام 2006.

## الإنجازات
- كأس اسيا للشباب (1994)
- الكرامة : وصيف دوري أبطال آسيا 2006

- الدوري السوري 1995-2005-2006-2007
- كأس السوبر السوري مرتين.

## وصلات خارجية
- عبد القادر الرفاعي على موقع الاتحاد الدولي (مؤرشف)  (الإنجليزية)
- عبد القادر الرفاعي على موقع عالم كرة القدم.نت (الإنجليزية)
- عبد القادر الرفاعي على موقع كووورة